# 圣戈班 (埃纳省)
圣戈班（法語：Saint-Gobain，法語發音：[sɛ̃ ɡɔbɛ̃]）是法国上法蘭西大區埃纳省的一个市镇，属于拉昂区。

## 地理
圣戈班（49°35'45"N, 3°22'30"E）面积29.73 平方千米，位于法国上法蘭西大區埃纳省，该省份为法国北部内陆省份，北起北部省，西接索姆省和瓦兹省，东临阿登省和马恩省，西南至塞纳-马恩省，东北部与比利时接壤。
与圣戈班接壤的市镇（或旧市镇、城区）包括：巴里西、贝托库尔-埃普尔通、比西莱塞尔尼、克雷皮、德耶、富尔德兰、弗雷桑库尔、普雷蒙特雷、圣尼古拉欧布瓦、塞普沃、塞尔韦、塞西耶尔-叙济。

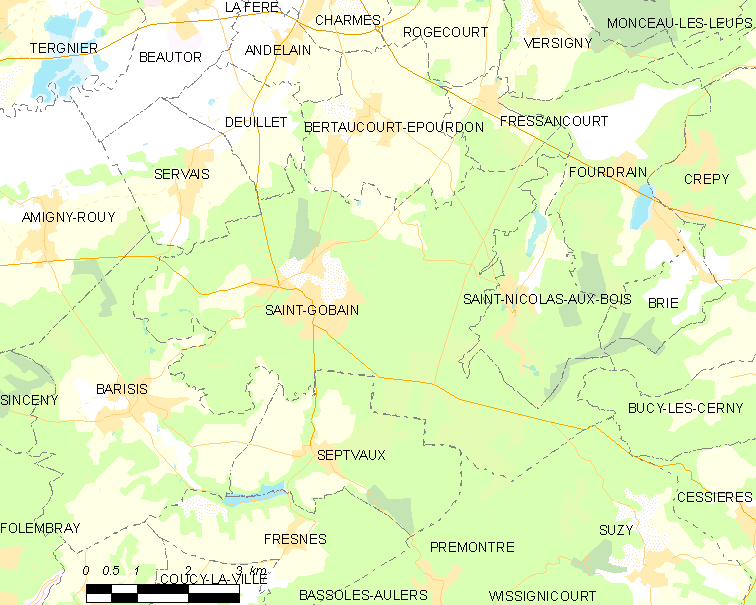
的OSM定位图

圣戈班的时区为UTC+01:00、UTC+02:00（夏令时）。

## 行政
圣戈班的邮政编码为02410，INSEE市镇编码为02680。

## 政治
圣戈班所属的省级选区为泰爾尼耶縣。

## 人口

1962-2008年间人口变化图示

圣戈班于2022年1月1日时的人口数量为2313人。